# Alexander Wladimirowitsch Antonow
Alexander Wladimirowitsch Antonow (russisch Александр Владимирович Антонов; * 15. Oktober 1954 in Wilna) ist ein sowjetisch-russischer Kybernetiker und Hochschullehrer.

## Leben
Antonow studierte an dem als Filiale des Moskauer Ingenieurphysikalischen Instituts (MIFI) entstandenen Institut für Atomenergie Obninsk. Das Studium schloss er 1977 am Lehrstuhl für automatisierte Steuerungssysteme (ASU) ab und arbeitete dann dort. 1979–1982 absolvierte er die Aspirantur im MIFI als ASU-Spezialist. Seine Dissertation über kombinierte Methoden zur Bewertung der Zuverlässigkeit von Elementen von Kerntechnikanlagen verteidigte er 1985 im MIFI mit Erfolg für die Promotion zum Kandidaten der technischen Wissenschaften. Aus der Dissertation entstand die 1993 erschienene Monografie über Zuverlässigkeitsbewertungen von Elementen und Systemen von Kerntechnikanlagen. 1986 wurde er zum Dozenten am ASU-Lehrstuhl ernannt.
Antonows Forschungsschwerpunkt wurden die theoretischen Grundlagen der Analyse der Zuverlässigkeit und der Prognosen der Lebensdauer von Ausrüstungen der Kernkraftwerke und der Risiken des Betriebs von Kernkraftwerken. Seine Vorlesungen dazu versah er mit entsprechenden Lehrbüchern. Er verteidigte 1995 im Moskauer Energetischen Institut (MEI) mit Erfolg seine Doktor-Dissertation über Methoden der statistischen Bewertung der Zuverlässigkeit und der Optimierung der Instandhaltung von Objekten der Kerntechnikanlagen unter Bedingungen der begrenzten Information für die Promotion zum Doktor der technischen Wissenschaften. Die Ernennung zum Professor folgte 1997. Seit 2000 ist er Dekan der Fakultät für Kybernetik des  Instituts für Atomenergie Obninsk.

## Ehrungen
- Ehrenurkunde des Bildungsministeriums der Russischen Föderation[1]
- Soros-Professor der Open Society Foundations